# Rond-point de l'Étoile
Le rond-point de l'Étoile (en néerlandais : Sterreplein), situé sur le territoire de la commune d'Ixelles, est un des plus importants carrefours de Bruxelles en Belgique, connu pour les remarquables immeubles à appartements de style Art déco et moderniste qui le bordent.

## Description
Le rond-point de l'Étoile est un carrefour où se rencontrent sept artères importantes : le boulevard Général Jacques au nord, l'avenue du Congo au sud, le boulevard de la Cambre et l'avenue de la Folle Chanson à l'ouest, et les avenues Maurice, Ernestine et des Courses à l'est. 

## Historique
En 1876, le conseil communal d'Ixelles décide de créer un carrefour sur un terrain appartenant à la famille Coché : le rond-point est d’abord nommé la Petite Suisse.
Le boulevard de La Cambre est tracé vers 1872, l'avenue du Congo est ouverte en 1887 et les avenues Maurice, Ernestine et des Courses en 1891. Enfin, l'avenue de la Folle Chanson est la dernière artère ouverte : elle est percée dans le cadre de l'Exposition universelle de Bruxelles de 1910.

## Monuments
Ce célèbre rond-point bruxellois est connu pour les cinq remarquables immeubles à appartements de style Art déco et moderniste qui le bordent.
« La construction d’immeubles à appartements a connu un développement important au lendemain de la Grande Guerre. Ainsi, une loi promulguée le 8 juillet 1924 rend légal le principe de copropriété. Les classes plus aisées de la société bruxelloise saisissent ce principe pour acquérir de grands appartements plutôt que des maisons particulières. Différentes importantes sociétés de construction saisissent l’occasion pour promouvoir ce type de logements. Trois sociétés sortent particulièrement du lot : la Société Belge Immobilière (SBI), la Société Études et Réalisations immobilières (ETRIMO) et la Compagnie Générale d’Entreprise Immobilière (COGENI). Enfin, ces appartements comprennent sur un niveau toutes les commodités présentes dans les hôtels de maître : cuisines équipées, salles de bains, chauffage central, etc. ».
On trouve ainsi sur le rond-point de l'Étoile d'ouest en est, :
- le Palais de la Cambre de l'architecte Camille Damman (Art déco, 1925-1930)[3] ;

- le Palais de la Folle Chanson de l'architecte Antoine Courtens (Art déco, 1928)[4] ;

- la Résidence de la Cambre édifiée par Marcel Peeters en 1938-1939 en style moderniste juste à côté du Palais de la Folle Chanson, au début du boulevard Général Jacques ;

- la Résidence Ernestine de l'architecte et promoteur immobilier Jean-Florian Collin (modernisme, 1936)[5] ;

- le Palais du Congo du même Collin  (Art déco, 1930)[6].

Immeubles Art déco et modernistes du rond-point de l'Étoile
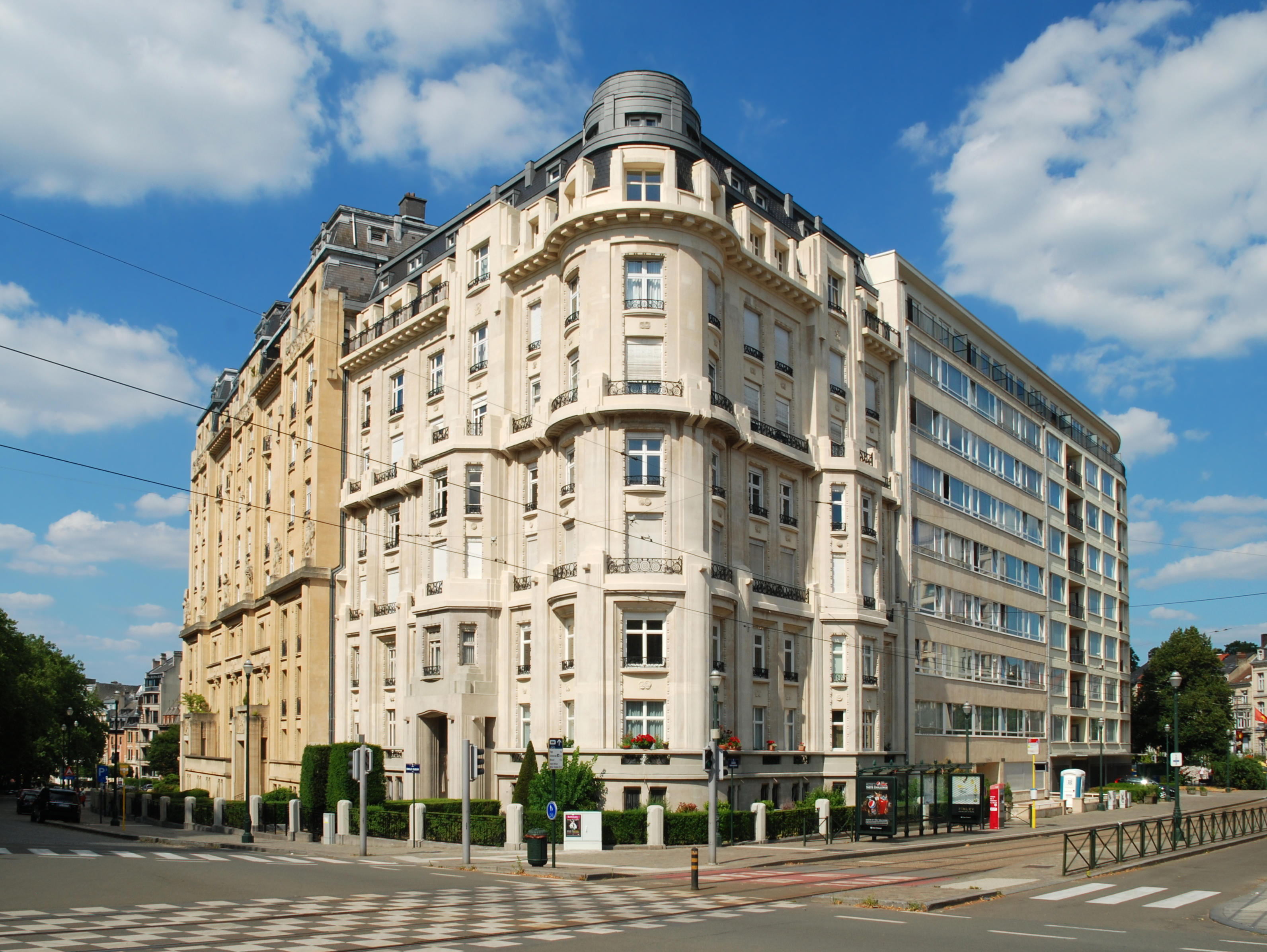
Palais de la Cambre (Camille Damman).
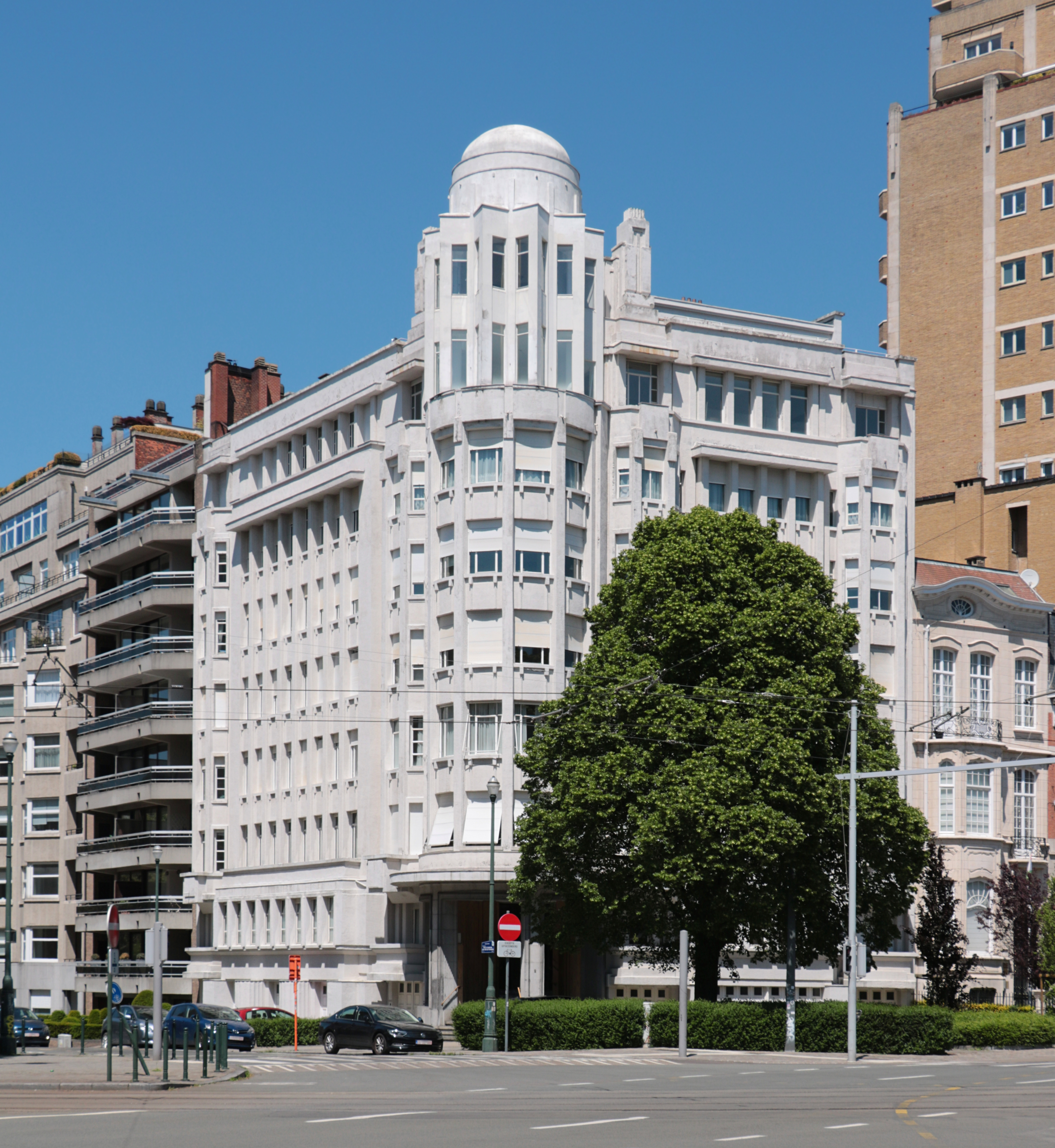
Palais de la Folle Chanson (Antoine Courtens).
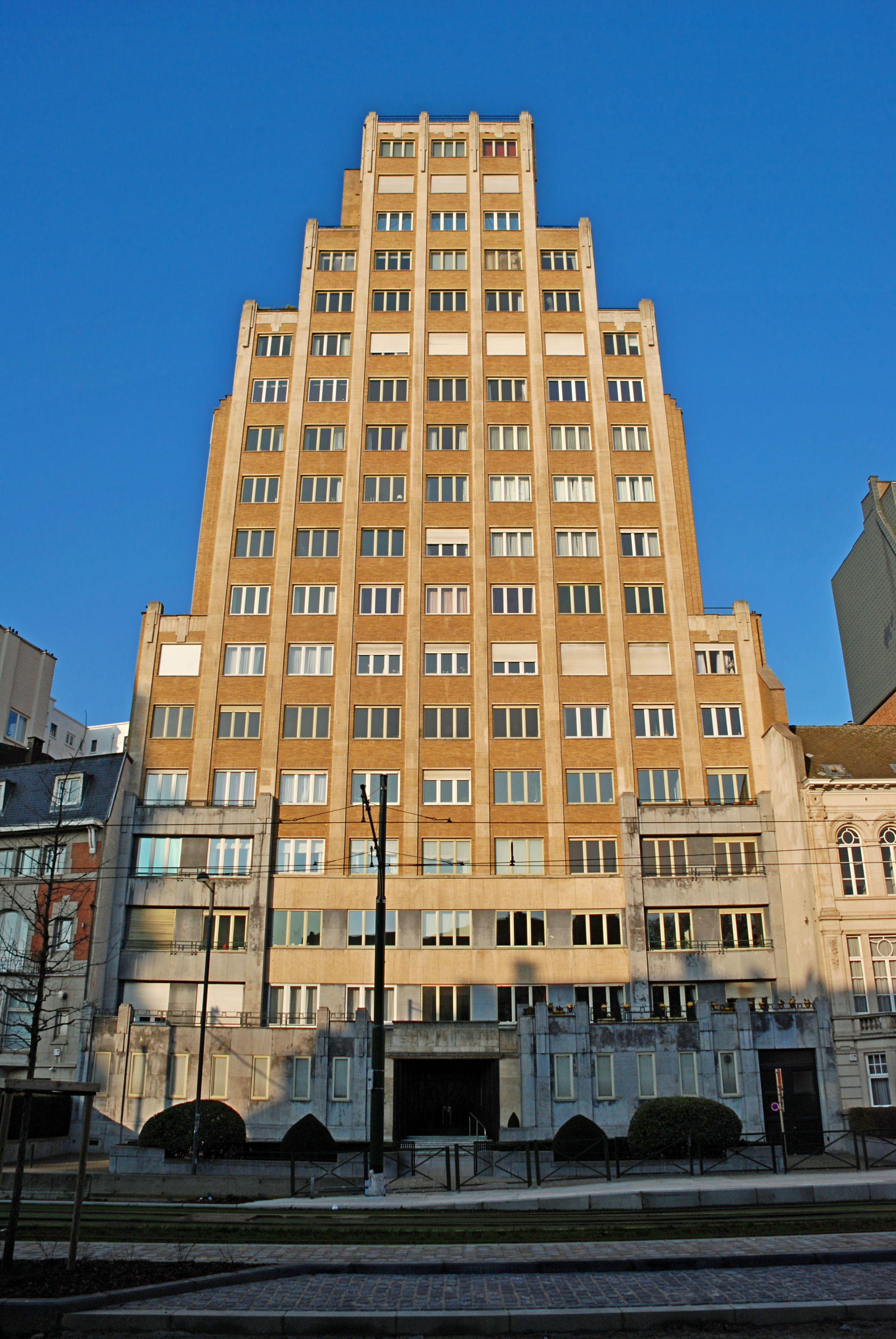
Résidence de la Cambre (Marcel Peeters).
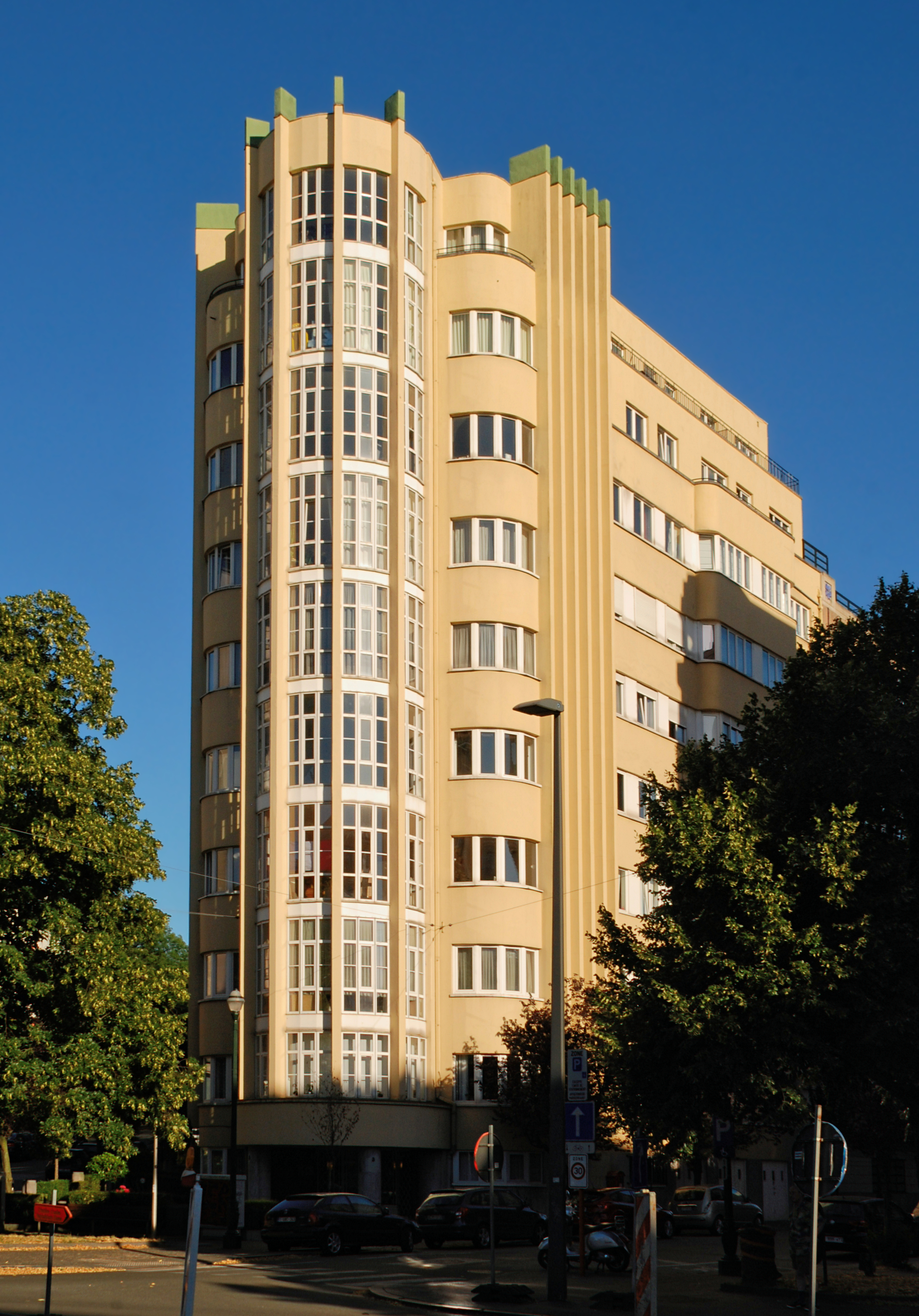
Résidence Ernestine (Jean-Florian Collin).
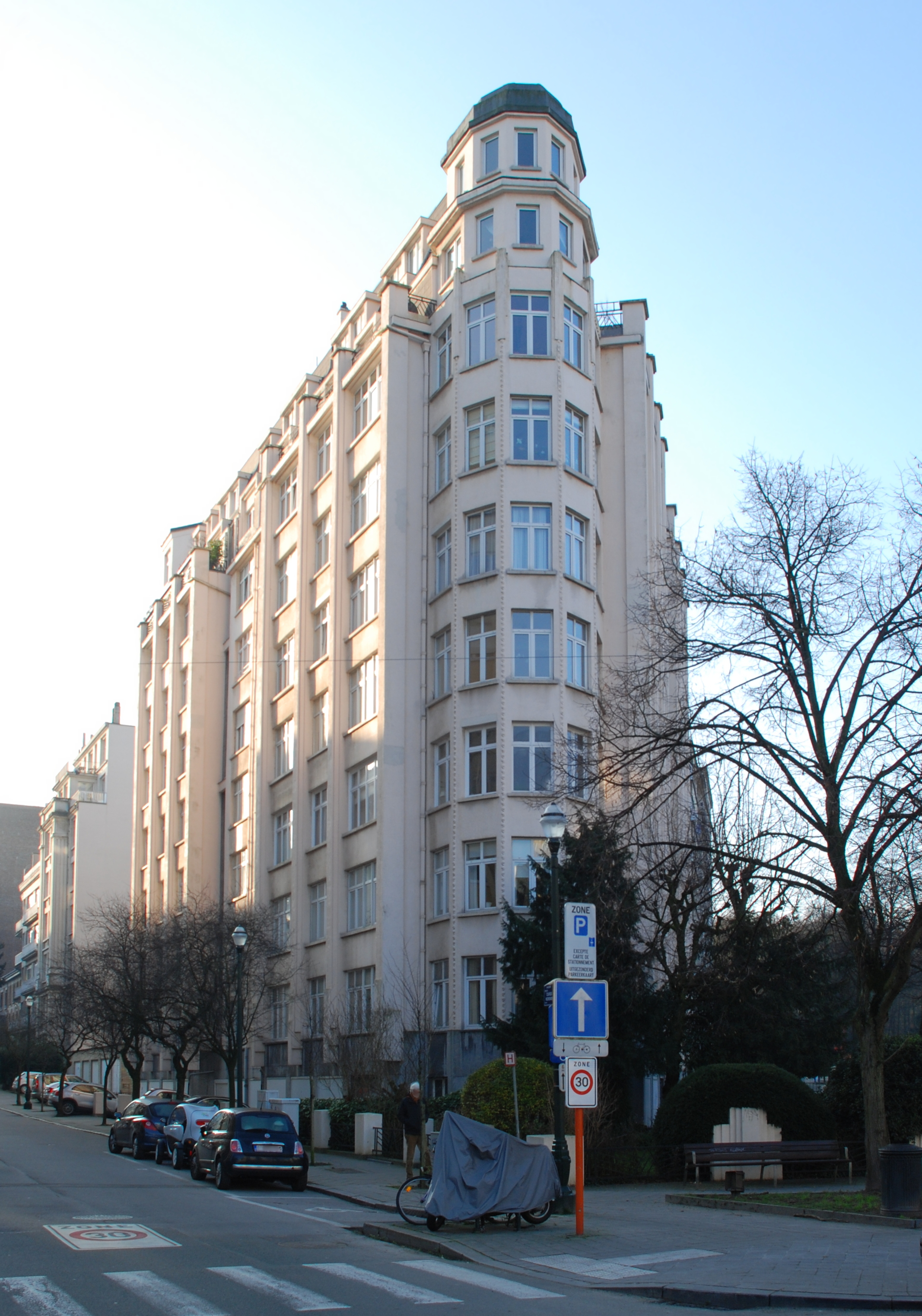
Palais du Congo (Jean-Florian Collin).